# Corybas
Corybas é um género botânico pertencente à família das orquídeas, ou Orchidaceae, composto por 128 espécies, distribuídas pela Ásia tropical e subtropical, sudeste do Pacífico chegando até as ilhas subantárticas da região. São plantas pequenas, terrestres ou epífitas, de flores discretas, que escondem-se em meio às folhagens, de modo que pouco são vistas na natureza. Por sua natureza delicada e pequenas variações que se perdem ao serem prensadas, o material de herbário das espécies deste gênero não é muito adequado para a identificação das espécies. Seu nome é uma referência a corybas, os dançarinos da deusa Cibele.
Pela grande quantidade de espécies, existem plantas adaptadas a diversos tipos de ambientes porém a maioria prefere áreas mais úmidas e sombreadas, geralmente em altitudes moderadamente ou bastante elevadas. Sabe-se que oito espécies preferem grandes elevações; há registro de espécies vivendo a cerca de até 3.600 metros de altitude. São plantas anuais, que secam durante o período mais seco ou quente e voltam a brotar durante a época mais amena, a qual varia em função do clima da região onde se encontram. Em algumas espécies, após ocorrer a fecundação da flor, a inflorescência volta a crescer de modo que no momento em qua a cápsula madura se abre, as sementes espalham-se por área maior.
Corybas tem muito poucas raízes, substituídas por pequenos pares de tubérculos ovoides; os caules curtos e eretos com uma única folha basal, herbácea, plana e macia; a inflorescência é pequena e curta com apenas uma pequena flor terminal de cor discreta, ressupinada; os segmentos florais são livres, a sépala dorsal muito maior que os outros segmentos, normalmente tombada, escondendo a maior parte da flor, as sépalas laterais costumam ter aurículas na base e as pétalas, semelhantes a estas porém em regra menores; o labelo costuma ser muito menor que os segmentos restantes, simples, com margens recurvadas para dentro; a coluna geralmente apresenta asas fundidas ao longo do corpo, é delicada, mais espessa na base, sem pé, com antera terminal persistente contendo quatro polínias desiguais de cor creme, fixadas diretamente no viscídio. Pelo posicionamento da sépala dorsal tombada, que esconde o interior de flor, pouco se sabe sobre o mecanismo de polinização deste gênero, observação dificultada ainda por seu cultivo complicado.
Corybas tem sido tradicionalmente objeto de divisão infragenérica em alguns grupos de plantas que apresentam ou não algumas características em particular, a saber, se na base do labelo aparacem duas aurículas abertas ou dois pequenos calcares fechados e se a porção inferior do labelo é plana ou proeminente e arredonda. Em 2002 Clements e Jones, propuseram a divisão de Corybas em seis diferentes gêneros. Como ainda não se sabe se haverá consenso a respeito desta proposta na comunidade científica, aqui trazemos todas as espécies ainda segundo sua classificação anterior. Neste trabalho Corybas fica reduzida a doze espécies, Corysanthes, a onze espécies da Austrália, Calcearia ganha 64 novas combinações e Gastrosiphon dezessete, além de serem propostos ou restaurados outros gêneros menores incluídos na caixa informativa ao lado.